# Elisabeth Toubro
Elisabeth Toubro (født 8. december 1956 i Nuuk) er billedhugger. Hun er datter af lærerne Niels Toubro og Kaja Gylding. Hun kom til Danmark som 17-årig og blev uddannet 1982-86 på Kunstakademiet i København under Hein Heinsen.
I 1980'erne var hun en central skikkelse i gruppen af kunstnere, der foretog en betydelig fornyelse af dansk skulptur med vægt på fortælling og ofte henvendt til Grønland og et traditionsbrud i deres anvendelse af materialer. Hendes udstilling Inertia min elskede i 1983 med Stræde og Nygård var markant ved, at den præsenterede aspekter af minimalisme, mens den viste, hvordan skulptur kunne trænge igennem strukturer for at afsløre meddelelser fra flere perioder med henvisninger til traditionens rum. Andre bemærkelsesværdige udstillinger blev præsenteret på Skulpturens tid på Sophienholm i 1987 og Juxtaposition på Charlottenborg i 1993. Hun har også præsenteret separatudstillinger i New York City (i 1994) og Indianapolis (i 1998).
Nøgleaspekter af hendes arbejde inkluderer metamorfose, transformation og fortælling som afbildet i hendes Søjlekonstruktion i 1995, da formen på hendes søjle gav anledning til en slags muterende søjlevækst. Blandt de materialer, som hun har brugt, er glasfiber, polystyren, vinyl, metal og polyvinylchlorid.
I løbet af 1990'erne begyndte hun at beskæftige sig med den rolle, som offentlige skulpturer har i den moderne verden, herunder det indtryk, der er tilbage, når et værk ses fra vinduet på en forbipasserende bil. Et bemærkelsesværdigt eksempel er Byfraktal, en stor skulptur af rustfrit stål og glasfiber på Søren Kierkegaards Plads uden for den kort forinden opførte Sorte Diamant i 2000.

## Værker
Toubro har blandt andet lavet Vanddragen der stod på Store Torv i Århus, men nu er fjernet.
15. maj 2017 blev en skulptur for at ære seismologen Inge Lehmann udført af Elisabeth Toubro afsløret på Frue Plads i København ved siden af Niels Bohrs buste..